# House of Assembly (Bermuda)
Das House of Assembly ist das Unterhaus des Parlaments von Bermuda, das auf dem Zweikammersystem nach Vorbild des britischen Westminster-Systems basiert. Während die Mitglieder des House of Assembly gewählt werden, werden die Mitglied des Oberhauses, dem Senat (Senate), ernannt.
Das House of Assembly besteht zurzeit aus 36 Mitgliedern, die bei allgemeinen Wahlen in Wahlkreisen alle fünf Jahre gewählt werden. Die Partei, die bei den allgemeinen Wahlen die meisten Sitze gewinnt, oder die die Unterstützung der meisten Mitglieder des House of Assembly erhält, bildet die Regierung. Nach der Verfassung von Bermuda wird der Führer der Mehrheitspartei vom Gouverneur um Bildung einer Regierung gebeten. Die größte Minderheitspartei wird daraufhin zur offiziellen Opposition mit einem eigenen Oppositionsführer als Vorsitzenden eines Schattenkabinetts. Zurzeit gehören dem House of Assembly neun Kabinettsminister an. Ein weiterer Minister ist Mitglied des Senats.

## Geschichte

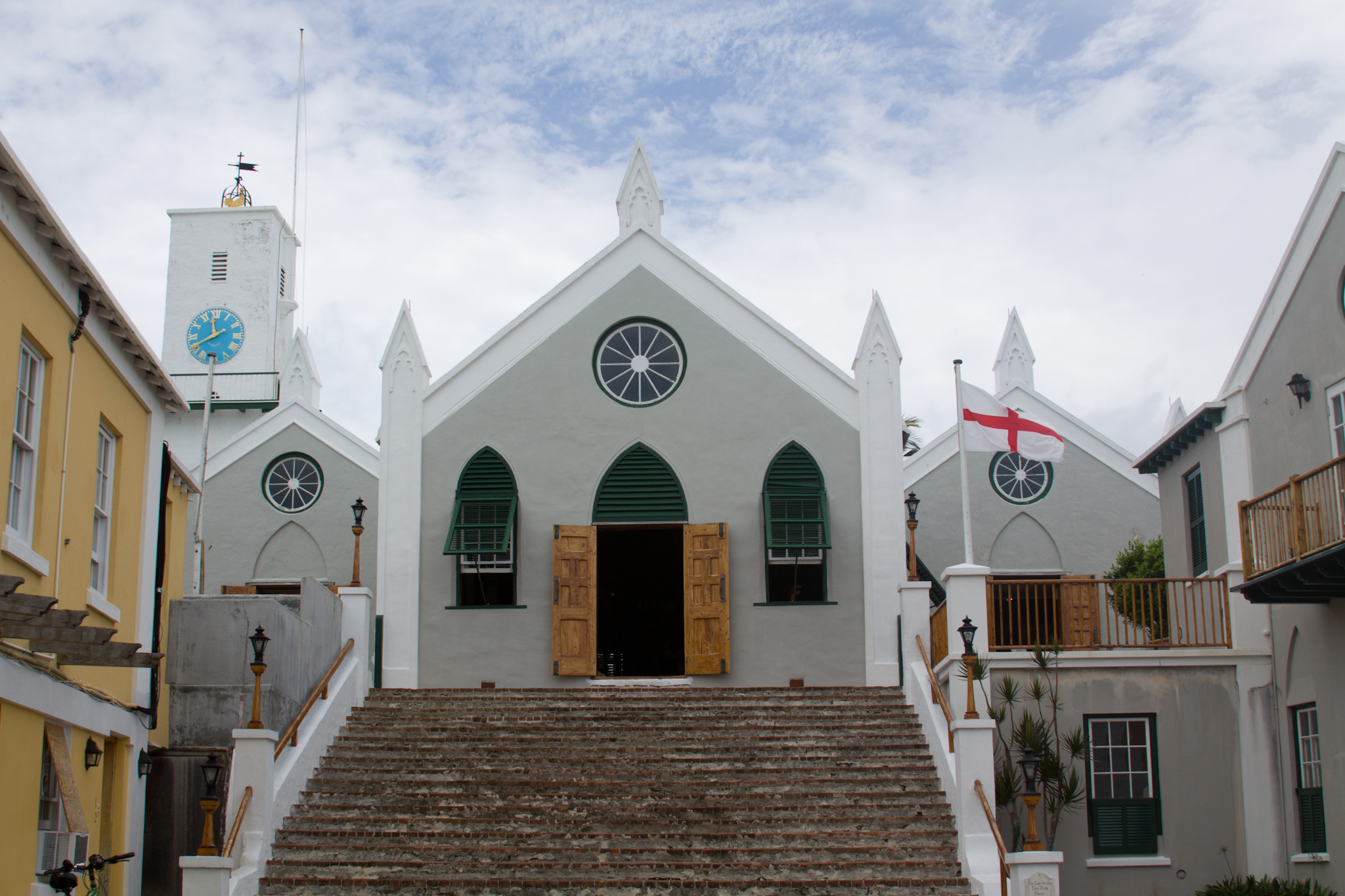
In der St. Peter’s Church in Saint George’s fand am 1. August 1620 die erste Sitzung der Versammlung von Bermuda statt

Das Parlament von Bermuda ist eines der ältesten Parlamente der Welt, dessen Geschichte bis zum 1. August 1620 zurückreicht. An diesem Tag berief der damalige Gouverneur Nathaniel Butler eine Allgemeine Versammlung in einer Kirche in Saint George’s, die später in St. Peter’s Church benannt wurde, ein. Diese Versammlung, die Vorläuferin des heutigen House of Assembly, setzte sich zusammen aus jeweils zwei männlichen, gewählte („chosen by voice“) Repräsentanten von jedem Stamm (heute die Parishes), in die die Kolonie damals geteilt war. Diese gewählten Repräsentanten trafen sich gemeinsam mit dem Gouverneur und dessen Beratern (Council), um die lokalen Probleme zu besprechen, das Rechtssystem zu verwalten und Gesetze zu formulieren, die nach der Abstimmung nach England zur Prüfung gesandt wurden. Bei der Eröffnung der ersten Versammlung formulierte Gouverneur Butler die Ideen, die als Grundlagen für die zukünftigen Debatten dienen sollten.
Nachdem die direkte Verwaltung der Angelegenheiten Bermudas 1684 nach England übertragen wurde, repräsentierten die Gouverneure Bermudas die Autorität der britischen Krone und handelten auf Anweisung des Mutterlandes. Damit spielten die Gouverneure eine führende Verwaltungsrolle in Bermuda bis zu den 1960er Jahren. Nachdem das Parlament zunächst aus einer Kammer bestanden hatte, besteht es seit 1888 aus zwei Kammern. Nach der Verfassungskonferenz (Constitutional Conference) von 1966 wandelte sich Bermuda von einer repräsentativen zu einer eigenverantwortlichen Regierungsform, die durch die ersten allgemeinen Wahlen 1968 umgesetzt wurde.
1815 ersetzte Hamilton Saint George’s als Hauptstadt von Bermuda. Dadurch zogen das Parlament, die Gerichte und alle öffentlichen Behörden in die neue Hauptstadt um. Das erste Zusammentreffen der Versammlung in der Stadthalle in der Front Street von Hamilton fand bereits am 13. Januar 1815 statt. 1826 zog das House of Assembly in das Sitzungshaus (Sessions House) auf den Parlamentshügel (Parliament Hill), das seither als Sitz des Parlaments dient.

## Mitglieder des House of Assembly und Wahlen seit 1968
Das House of Assembly setzt sich derzeit aus 36 gewählten Mitgliedern (1968 bis 2003: 40 Mitglieder) zusammen, die jeweils in einem Wahlkreis (Parliamentary Constituency) gewählt werden. Jeder Landkreis (Parish) besteht aus drei bis vier Wahlkreisen. Nach jeder Wahl wird ein Parlamentsmitglied zum Parlamentspräsidenten (Speaker) gewählt. Nach der Wahl zum Parlamentspräsidenten legt dieser formell seine Parteizugehörigkeit ab und nimmt an keiner Debatte teil. Vielmehr besteht seine Hauptaufgabe darin, dass die Regeln, Geschäftsordnung und Ansehen des Parlaments während der Sitzungen beachtet werden.
1968 fanden die ersten Wahlen statt, die unter den Bestimmungen einer allgemeinen und gleichen Wahl erfolgten und eine Auswahl zwischen mehreren politischen Parteien ermöglichte. Als Wahlsieger ging die United Bermuda Party (UBP) hervor, die 30 Sitze gewann, während die Progressive Labour Party (PLP) zehn Sitze erhielt. Die Bermuda Democratic Party (BDP), die kurz vor der ersten Wahl gebildet wurde, konnte keinen Sitz gewinnen und löste sich kurz darauf auf.
Seit 1968 fanden zwölf Wahlen mit folgenden Ergebnissen statt (Sitzanteil des Wahlsiegers in Fettdruck):
| Wahl          | United Bermuda Party (UBP) | Progressive Labour Party (PLP) | One Bermuda Alliance (OBA) | National Liberal Party (NLP) | Parteiloser |
| ------------- | -------------------------- | ------------------------------ | -------------------------- | ---------------------------- | ----------- |
| Juni 1968     | 30                         | 10                             | –                          | –                            | –           |
| Juni 1972     | 30                         | 10                             | –                          | –                            | –           |
| Mai 1976      | 26                         | 14                             | –                          | –                            | –           |
| Dezember 1980 | 22                         | 18                             | –                          | –                            | –           |
| Februar 1983  | 26                         | 14                             | –                          | –                            | –           |
| Oktober 1985  | 31                         | 7                              | –                          | 2                            | –           |
| Februar 1989  | 23                         | 15                             | –                          | 1                            | 1           |
| Oktober 1993  | 22                         | 18                             | –                          | –                            | –           |
| November 1998 | 14                         | 26                             | –                          | –                            | –           |
| Juli 2003     | 14                         | 22                             | –                          | –                            | –           |
| Dezember 2007 | 14                         | 22                             | –                          | –                            | –           |
| Dezember 2012 | –                          | 17                             | 19                         | –                            | –           |
| Juli 2017     | –                          | 24                             | 12                         | –                            | –           |
| Oktober 2020  | –                          | 30                             | 6                          | –                            | –           |

### Aufwandsentschädigung
Die Mitglieder des House of Assembly erhalten eine Aufwandsentschädigung von 56.023 BD$. Dem Sprecher steht eine erhöhte Aufwandsentschädigung von 82.592 BD$ zu, ebenso dem stellvertretenden Sprecher von 69.308 BD$. Darüber hinaus erhält auch der Oppositionsführer eine erhöhte Aufwandsentschädigung von 86.390 BD$. Ferner stehen auch den Parlamentarischen Geschäftsführern der Parteien (Party Whips) erhöhte Aufwandsentschädigungen von 63.616 BD$ zu.

### Wahlen zum House of Assembly 2017 und 2020
Während die Beteiligung an der Wahl des 18. Juli 2017 noch bei 73,0 % lag, gaben bei der vorgezogenen Wahl am 1. Oktober 2020 nur 60,9 % der registrierten Wahlberechtigten ihre Stimme ab. Der Frauenanteil unter den Abgeordneten sank derweil von neun (25 %) im Jahr 2017 auf acht (22,2 %) im Jahr 2020.
| Partei      | PLP  | PLP  | OBA  | OBA  | FDM 1 | FDM 1 | Unabhängige | Unabhängige |
| ----------- | ---- | ---- | ---- | ---- | ----- | ----- | ----------- | ----------- |
| Jahr        | 2017 | 2020 | 2017 | 2020 | 2017  | 2020  | 2017        | 2020        |
| Stimmen (%) | 58,9 | 62,1 | 40,6 | 32,3 | –     | 5,4   | 0,5         | 0,3         |
| Sitze       | 24 2 | 30   | 12   | 6 2  | –     | –     | –           | –           |

Anmerkungen

## Sitzungen und Verwaltung des House of Assembly

### Liste der Speaker seit 1968
Den Vorsitz über das House of Assembly übt der Speaker aus, der damit Präsident des Unterhauses des Parlaments ist. Der Sprecher leitet die Sitzungen des Parlaments im Rahmen der Tagesordnung (Business Papers / Order Papers) und die Debatten zu den Gesetzgebungsverfahren. Ferner leitet er die Beantwortung der Fragestunden aufgrund mündlicher oder schriftlicher Anfragen (Parliamentary Questions) in die Wege. Dies gilt auch bei Nachfragen zu Regierungserklärungen (Ministerial Statements). Dabei achtet er insbesondere auf die Einhaltung der Geschäftsordnung des Parlaments (Standing Orders).
| Name                   | Beginn der Amtszeit | Ende der Amtszeit |
| ---------------------- | ------------------- | ----------------- |
| Jeffrey Astwood        | 1968                | 1972              |
| Dudley Spurling        | 1972                | 1976              |
| Lawrence P. Gutteridge | 1976                | 1979              |
| F. John Barritt        | 1979                | 1989              |
| David E. Wilkinson     | 1989                | 1993              |
| Ernest D. DeCouto      | 1993                | 1998              |
| Stanley W. Lowe        | 1998                | 2012              |
| K.H. Randolph Horton   | 2013                | 2017              |
| Dennis P. Lister       | 9. September 2017   | amtierend         |

### Clerk und Sergeant-at-Arms
Der Parlamentspräsident wird bei seiner Arbeit unterstützt durch den Clerk to the Legislature at the House of Assembly. Die Funktion des Clerk bekleidet derzeit Shernette Wolffe, die in erster Linie Ratgeberin des Sprechers und der Parlamentsmitglieder in Verwaltungs- und Geschäftsordnungsfragen ist. Daneben ist sie Beraterin der Parlamentsausschüsse, die sie auch in Verwaltungsangelegenheiten unterstützt. Zugleich beaufsichtigt sie das Jugendparlament (Youth Parliament), das sich jeden Mittwoch im House of Assembly trifft. Zudem fällt in seine Zuständigkeit die Aufzeichnung der Sitzungsniederschriften, der sogenannten House Minutes. Diese Sitzungsniederschriften sind seit der Sitzungsperiode 2010 in einem Hansard online abrufbar.
Der Speaker wird während der Parlamentssitzungen ferner durch den Sergeant-at-Arms unterstützt, dessen Amt seit 2001 Albert Fox innehat. Dieser sitzt zwischen der Zuschauertribüne und dem Plenarsaal, um stets die öffentliche Ordnung bei den Sitzungen sicherzustellen und dadurch Sicherheit sowie Schutz für die Abgeordneten und das Parlament zu gewährleisten. Weiterhin stellt der Sergeant-at-Arms sicher, dass alle Mitglieder, Presse und Öffentlichkeit von den Gesetzgebungsverfahren informiert werden. Zusätzlich leitet der Sergeant-at-Arms zusammen mit dem Speaker die Eröffnungsprozession des Parlaments und trägt dabei die Mace (Keule), das Symbol für die Autorität des Parlamentspräsidenten. Daneben ist er zuständig für das tatsächliche Öffnen und Schließen des Parlamentsgebäudes.

## Gesetzgebungsverfahren
Die meisten Gesetzentwürfe (Bills) durchlaufen beide Kammern des Parlaments, wobei Gesetzentwürfe zunächst dem House of Assembly vorgelegt werden. Es gibt vier Arten von Gesetzentwürfen im House of Assembly. Die Public Bills werden vom zuständigen Fachminister der Regierung vorgelegt. Des Weiteren können Gesetzesentwürfe von der Opposition (Opposition Bills) sowie durch einen einzelnen Abgeordneten als sogenannte Private Member’s Bills vorgelegt werden. Schließlich gibt es die sogenannten Private Bills, die von einer Organisation oder einer Gruppe von Einzelpersonen stammen und über einen Hinterbänkler (Backbencher) dem House of Assembly vorgelegt werden. Dieser Hinterbänkler ist in den meisten Fällen Mitglied der Mehrheitspartei, jedoch kein Minister.
Die Gesetzesberatung findet in fünf Teilen statt:
- Erste Lesung (First Reading): Formelle Präsentation des Gesetzesentwurfs
- Zweite Lesung (Second Reading): Generelle Grundsatzdebatte im Unterhaus
- Detaillierte Besprechung und Zusatzanträge in Fachausschüssen (Committee)
- Bericht über Zusatzanträge der Fachausschüsse und Möglichkeit zur Einbringung anderer Ergänzungen
- Dritte Lesung (Third Reading): Abschlussdebatte über den gesamten Gesetzentwurf mit Ergänzungen

Nach Abschluss der Gesetzesberatung im House of Assembly wird ein Gesetzentwurf durch den Speaker unterzeichnet und dann dem Senat vorgelegt. Dort wird der Gesetzentwurf nach dem gleichen Ablauf beraten. Nachdem ein Gesetzentwurf in beiden Häusern beraten wurde, wird es den Büros des Premierministers und des Generalstaatsanwalts (Attorney General) zur Prüfung vorgelegt, ehe es schließlich dem Gouverneur zur Unterzeichnung und Zustimmung vorgelegt wird.

## Parlamentsausschüsse
Das House of Assembly besteht aus folgenden Ausschüssen (Committee):
- House and Grounds Committee: Dieser Ausschuss berat den Unterhaussprecher in Fragen der Abgeordneten sowie in Gebäude- und Grundstücksangelegenheiten des Parlaments. Der Ausschuss wird vom stellvertretenden Unterhaussprecher (Deputy Speaker) geleitet (Stand 2015: Suzzan Roberts-Holshouser)
- Joint Select Committee on Elections (Gemeinsamer Wahlausschuss des Parlaments)
- Register of Members’ Interest Committee (Ausschuss zur Unterstützung der Arbeit der Abgeordneten): Dieser Ausschuss überprüft des Weiteren die persönlichen Interessen der Parlamentsmitglieder, unter anderem hinsichtlich möglicher Einflussnahmen auf Gesetzgebungsverfahren. Zum Zuständigkeitsbereich gehört damit auch die Abgabe der jeweiligen Ehren- und Interessenerklärung der Abgeordneten[6] Vorsitzender des Ausschusses ist Dennis P. Lister
- Joint Select Committee on Private Bills (Gemeinsamer Parlamentsausschuss für private Gesetzesentwürfe): Vorsitzende Suzzan Roberts-Holshouser
- Regulations Committee: Dieser Ausschuss befasst sich mit Fragen der Geschäftsordnung, aber auch mit der Ausgabe und Verwendung öffentlicher Mittel und der Einleitung parlamentarischen Untersuchungen. Vorsitzender des Ausschusses ist Glen C. Smith
- Committee on Parliamentary Reform (Ausschuss für parlamentarische Reformen): Vorsitzender Cole Simons
- Public Accounts Committee (Ausschuss für öffentliche Konten): Die Ausschuss, der die ordnungsgemäße Verwendung der vom Parlament beschlossenen Haushaltsmittel überwacht, wird von einem traditionell von einem Mitglied der Opposition (Her Majesty’s Loyal Opposition) geleitet (Stand 2015: E. David G. Burt)
- Committee of the Auditor General (Rechnungsprüfungsausschuss): Vorsitzender N. H. Cole Simons
- Standing Orders Committee (Geschäftsordnungsausschuss): Vorsitzender K.H. Randolph Horton
- Panel of Chairman Committee (Stab der Ausschussvorsitzenden): Die Mitglieder dieses Ausschusses vertreten ggf. den Unterhaussprecher, falls Debatten zeitgleich in anderen Ausschüssen stattfinden. Vorsitzende des Ausschusses ist Suzzan Roberts-Holshouser aufgrund ihrer Funktion als stellvertretende Unterhaussprecherin